# Stara Huta (condado de Garwolin)
Stara Huta es un pueblo de Polonia, en Mazovia.  Se encuentra en el distrito (Gmina) de Garwolin, perteneciente al condado (Powiat) de Garwolin. Se encuentra aproximadamente a 11 km al oeste de Garwolin, y a 47 km  al sureste de Varsovia. 
Entre 1975 y 1998 perteneció al voivodato de Siedlce.